# Terga
Terga è un comune dell'Algeria, situato nella provincia di ʿAyn Temūshent.